# Macoma moesta
Macoma moesta är en musselart som först beskrevs av Gérard Paul Deshayes 1855.  Macoma moesta ingår i släktet Macoma och familjen Tellinidae.

## Underarter
Arten delas in i följande underarter:
- M. m. moesta
- M. m. alaskana